# Martin Kraemer-Liehn
Martin Kraemer-Liehn (* 12. März 1971 in Hannover) ist ein deutscher Maler, Publizist und sozialistischer Aktivist.

## Leben
Kraemer-Liehn arbeitete 1990–1991 in der französischen Landwirtschaft und erwarb 1994 sein Diplom als Agraringenieur mit einer Arbeit zum ökologischen Landbau in Rumänien. Anschließend studierte er Freie Kunst an der HBK Kassel. Mit der Staffelei am Fließband im VW-Werk Kassel-Baunatal entstand 1995–1996 ein Bilderzyklus aus der industriellen Arbeitswelt. 1997 erfolgte der Wechsel an die Kunstakademie Warschau, insbesondere wegen des Naturstudiums und der Teilnahmen an der Wandmalklasse. Der künstlerische Abschluss erfolgte 1999 mit einem Wandmalprojekt an der GHS Kassel. Daran schloss sich ein Postgraduiertenstudium in der Meisterklasse der Accademia di Belle Arti, Firenze. 2001 erfolgt die Promotion mit einer Arbeit zur Agrargeschichte. Im Folgejahr werden Wandmalprojekte an sozialen Brennpunkten in Greifswald, Prag, Bukarest, Sibiu (Rumänien), Italien und Spanien realisiert. Im Rahmen einer Juniorprofessur Soziologie/Geschichte betreibt er 2004 die wissenschaftliche Arbeit parallel zur künstlerischen Betätigung. Seit 2005 lebt und arbeitet Krämer-Liehn in der ehemaligen Sowjetunion in Minsk, Novosibirsk, Wladiwostok, Putivl’ (UKR). Er ist Mitglied des Künstlerkollektivs Free Fresco Academy (gemeinsam mit Anna Cordes und Marek Zając und, laut Eigenpublikation, insgesamt 627 anderen Teilnehmern „das seit über 10 Jahren politische Fresken und Mosaiken an Hauswänden von Kuba bis Sibirien anbringt.“) und im Kunstkreis Holzminden. Nach einem Anschlag auf das Autonome Zentrum Salzwedel gestaltet Kraemer-Liehn das Objekt in Freskotechnik und mit Mosaiken. In der kollektiven Malerei an öffentlichen Bauten, die in bewusster Abkehr vom Autorenprinzip des bürgerlichen Kunstbetriebs erfolgt, sieht er den Anspruch einer gerechteren Gesellschaft beispielhaft vorgebildet. Die Wandmalerei ist ihm verwirklichtes Beispiel und Aufforderung zugleich. In seiner Gesellschaftstheorie verbindet er den ästhetischen Anspruch untrennbar mit sozialen Forderungen.
Der Künstler hat seit 2011 eine gemeinsame Tochter, Käthe Avietta-Oktobrinka, mit der Physikerin Mascha Katrič.

## Ausstellungen (Auswahl)
- Gegenkultur-Karavane, europäisches Wandmalprojekt, 2005
- regelmäßige Ausstellungen mit dem Kunstkreis Holzminden
- Niedersächsische Grafik-Triennale

## Publikationen
- Comparativ. Zeitschrift für Globalgeschichte und vergleichende Gesellschaftsforschung Mikro-, Makro-, Weltgeschichte. Wandervögel in böhmischen Dörfern. Hrsg. von Martin Krämer-Liehn – Leipzig, Leipziger Universitätsverlag, 2004 (Comparatv, Jg. 14, H. 4) ISBN 3-937209-91-3
- Anna Cordes, Martin Krämer-Liehn and Marek Zając. 2008. Free Fresco. (=Agitatorka. No 3-fantazja). Warszawa, Pologne: Instytut Wydawniczy. 2008. ISBN 83-88353-29-2
- Kraemer-Liehn, Martin: Klassendruck aufheben, aushebeln: illustriert und gesetzt vom Autor.(= brama, Band I von XII , in der Reihe: Agitatorka - ein grosser Bilderbogen vom Ende des Kapitalismus: alltaeglicher Klassenkampf radikal zu demokratisieren - militante Untersuchungen in Betriebskollektiven der russischen, tschechischen und cubanischen Sozialrevolution. 12 Buecher im Schuber) Caracas, Augsburg, Novosibirsk, 2011, ISBN 978-83-88353-14-7